# Neukölln (Südring) (metropolitana di Berlino)
Neukölln (Südring) è una stazione della metropolitana di Berlino, sulla linea U7.
La stazione è posta sotto tutela monumentale (Denkmalschutz).

## Interscambi
- Stazione ferroviaria (Berlin-Neukölln)[2]
- Fermata autobus